# Acanthodoras
Acanthodoras – rodzaj słodkowodnych ryb sumokształtnych z rodziny kirysowatych (Doradidae).

## Występowanie
Ameryka Południowa.

## Klasyfikacja
Gatunki zaliczane do tego rodzaju:
- Acanthodoras cataphractus
- Acanthodoras depressus
- Acanthodoras spinosissimus

Gatunkiem typowym jest Silurus cataphractus (A. cataphractus).